# Pop orquestal
El pop orquestal es música popular que ha sido arreglada e interpretada por una orquesta sinfónica.Se lo conoce también como pop sinfónico, y se asemeja o equivale al concepto de chamber pop.

## Historia
Durante la década de 1960, la música pop en la radio y las películas tanto estadounidenses y británicas se alejaron del refinado Tin Pan Alley hacia una composición lírica más excétrica y guitarras de rock reverberizadas, cuerdas sinfónicas, y cuernos tocados por grupos de músicos de estudio preparados y propiamente organizados. Muchos arreglistas y productores de pop trabajaron el pop orquestal en los lanzamientos de sus artistas, incluyendo a George Martin y sus arreglos de cuerdas con The Beatles, y John Barry para la música de las películas de James Bond. Además en la década de 1960, el número de arreglos orquestales eran hechos para canciones escritas por The Beatles, incluyendo interpretaciones sinfónicas de "Yesterday" por las orquestas. Algunas sinfonías fueron especialmente fundadas para tocar predominantemente música popular, como la Orquesta Boston Pops. Nick Perito fue uno de los arreglistas, compositores y conductores más comprometidos del pop orquestal.
Según Chris Nickson, el "pop orquestal vital de 1966" era "desafiante, en lugar de insípido, fácil de escuchar". La revista Spin se refiere a Burt Bacharach y a Brian Wilson de The Beach Boys como "dioses" del pop orquestal. En la opinión de Nickson, la "cúspide" del pop orquestal yace en el cantante Scott Walker, explicando que "en su periodo más exitoso, 1967–70, él creó un cuerpo de trabajo que era, a su manera, tan revolucionario como el de The Beatles. El tomó ideas de [Henry] Mancini y de Bacharach para su conclusión lógica, esencialmente redefiniendo el concepto de pop orquestal."
En el siglo XXI, pocos artistas exploran el género, entre los que cabe destacar el supergrupo inglés The Last Shadow Puppets o el cantante/compositor americano Cody Fry.

## Ork-pop
El Ork-pop o chamber pop es un movimiento de la década de 1990, el cual tomó su nombre del pop orquestal.